# Marquay (Dordogne)
Pour les articles homonymes, voir Marquay.
Marquay est une commune française située dans le département de la Dordogne, en région Nouvelle-Aquitaine.

## Géographie

### Généralités
Dans le quart sud-est du département de la Dordogne, en Périgord noir, la commune de Marquay est arrosée par la Grande Beune et par son affluent la Petite Beune. C'est une commune rurale qui fait partie de l'aire d'attraction de Sarlat-la-Canéda, zonage d’étude défini par l'Insee, qui a remplacé en 2020 l'aire urbaine de Sarlat-la-Canéda dont elle faisait partie.
Traversé par la route départementale (RD) 6, le petit bourg de Marquay se situe, en distances orthodromiques, neuf kilomètres au nord-ouest de Sarlat-la-Canéda et quatorze kilomètres au sud de Montignac-Lascaux.
Le territoire communal est également desservi au nord par la RD 48 et au sud par la RD 47.
Entre Saint-André-d'Allas et Sarlat-la-Canéda, le sentier de grande randonnée GR 6 traverse le sud de la commune sur cinq kilomètres et demi.

### Communes limitrophes
Marquay est limitrophe de cinq autres communes. Au sud-ouest, son territoire est distant de moins de 300 mètres de celui de Meyrals, à l'est de moins de 450 mètres de celui de Marcillac-Saint-Quentin et au nord, celui de Sergeac est éloigné d'environ 500 mètres.
| Peyzac-le-Moustier | Tamniès             |                  |
| Les Eyzies         | Marquay             | Sarlat-la-Canéda |
|                    | Saint-André-d'Allas |                  |

### Géologie et relief

#### Géologie
Situé sur la plaque nord du Bassin aquitain et bordé à son extrémité nord-est par une frange du Massif central, le département de la Dordogne présente une grande diversité géologique. Les terrains sont disposés en profondeur en strates régulières, témoins d'une sédimentation sur cette ancienne plate-forme marine. Le département peut ainsi être découpé sur le plan géologique en quatre gradins différenciés selon leur âge géologique. Marquay est située dans le troisième gradin à partir du nord-est, un plateau formé de calcaires hétérogènes du Crétacé.
Les couches affleurantes sur le territoire communal sont constituées de formations superficielles du Quaternaire datant du Cénozoïque et de roches sédimentaires du Mésozoïque. La formation la plus ancienne, notée c3b-c, date du Coniacien moyen à supérieur, composée de calcaires bioclastiques grossiers et quartzeux jaunes à bryozoaires et gastéropodes, à niveaux gréseux (formation des Eyzies). La formation la plus récente, notée Fy3-z, fait partie des formations superficielles de type alluvions subactuelles à actuelles. Le descriptif de ces couches est détaillé dans  la feuille « no 808 - Sarlat-la-Canéda » de la carte géologique au 1/50 000 de la France métropolitaine, et sa notice associée.

Carte géologique de Marquay.

#### Relief et paysages
Le département de la Dordogne se présente comme un vaste plateau incliné du nord-est (491 m, à la forêt de Vieillecour dans le Nontronnais, à Saint-Pierre-de-Frugie) au sud-ouest (2 m à Lamothe-Montravel). L'altitude du territoire communal varie quant à elle entre 80 m et 288 m,.
Dans le cadre de la Convention européenne du paysage entrée en vigueur en France le 1er juillet 2006, renforcée par la loi du 8 août 2016 pour la reconquête de la biodiversité, de la nature et des paysages, un atlas des paysages de la Dordogne a été élaboré sous maîtrise d’ouvrage de l’État et publié en octobre 2020. Les paysages du département s'organisent en huit unités paysagères et 14 sous-unités. La commune fait partie du Périgord noir, un paysage vallonné et forestier, qui ne s’ouvre que ponctuellement autour de vallées-couloirs et d’une multitude de clairières de toutes tailles. Il s'étend du nord de la Vézère au sud de la Dordogne (en amont de Lalinde) et est riche d’un patrimoine exceptionnel.
La superficie cadastrale de la commune publiée par l'Insee, qui sert de référence dans toutes les statistiques, est de 24,27 km2,,. La superficie géographique, issue de la BD Topo, composante du Référentiel à grande échelle produit par l'IGN, est quant à elle de 25,05 km2.

### Hydrographie

#### Réseau hydrographique

Réseaux hydrographique et routier de Marquay.

La commune est située dans le bassin de la Dordogne au sein du Bassin Adour-Garonne. Elle est drainée par la Grande Beune, la Petite Beune et par un petit cours d'eau, qui constituent un réseau hydrographique de 18 km de longueur totale,.
La Grande Beune, d'une longueur totale de 22,79 km, prend sa source dans la commune de Saint-Geniès et se jette dans la Vézère en rive gauche, au sud du bourg des Eyzies. Elle traverse la commune du nord à l'ouest sur cinq kilomètres, lui servant de limite à l'ouest sur deux kilomètres, face aux Eyzies.
La Petite Beune, ou Beune du Paradoux dans sa partie amont, d'une longueur totale de 11,74 km, prend sa source dans la commune, près de trois kilomètres au sud-est du bourg, et se jette dans la Grande Beune en rive gauche aux Eyzies, en bordure de la RD 47. Elle arrose la commune au sud sur quatre kilomètres et demi.

#### Gestion et qualité des eaux
Le territoire communal est couvert par le schéma d'aménagement et de gestion des eaux (SAGE) « Vézère-Corrèze ». Ce document de planification, dont le territoire regroupe les bassins versants de la Vézère et de la Corrèze, d'une superficie de 3 730 km2 est en cours d'élaboration. La structure porteuse de l'élaboration et de la mise en œuvre est le conseil départemental de la Corrèze. Il définit sur son territoire les objectifs généraux d’utilisation, de mise en valeur et de protection quantitative et qualitative des ressources en eau superficielle et souterraine, en respect des objectifs de qualité définis dans le troisième SDAGE  du Bassin Adour-Garonne qui couvre la période 2022-2027, approuvé le 10 mars 2022.
La qualité des eaux de baignade et des cours d’eau peut être consultée sur un site dédié géré par les agences de l’eau et l’Agence française pour la biodiversité.

### Climat
Pour des articles plus généraux, voir Climat de la Nouvelle-Aquitaine et Climat de la Dordogne.
Historiquement, la commune est exposée à un climat océanique aquitain.  
En 2020, Météo-France publie une typologie des climats de la France métropolitaine dans laquelle la commune est exposée à un climat océanique altéré et est dans une zone de transition entre les régions climatiques « Aquitaine, Gascogne » et « Ouest et nord-ouest du Massif Central ». La première est caractérisée par une pluviométrie abondante au printemps, modérée en automne, un faible ensoleillement au printemps, un été chaud (19,5 °C), des vents faibles, des brouillards fréquents en automne et en hiver et des orages fréquents en été (15 à 20 jours).  La seconde présente une pluviométrie annuelle de 900 à 1 500 mm, maximale en automne et en hiver.
Pour la période 1971-2000, la température annuelle moyenne est de 12,2 °C, avec  une amplitude thermique annuelle de 15,3 °C. Le cumul annuel moyen de précipitations est de 911 mm, avec 12,1 jours de précipitations en janvier et 7 jours en juillet. Pour la période 1991-2020, la température moyenne annuelle observée sur la station météorologique la plus proche, située sur la commune de Salignac-Eyvigues à 15 km à vol d'oiseau, est de 13,0 °C et le cumul annuel moyen de précipitations est de 907,1 mm,. Pour l'avenir, les paramètres climatiques de la commune estimés pour 2050 selon différents scénarios d’émission de gaz à effet de serre sont consultables sur un site dédié publié par Météo-France en novembre 2022.

## Urbanisme

### Typologie
Au 1er janvier 2024, Marquay est catégorisée commune rurale à habitat très dispersé, selon la nouvelle grille communale de densité à 7 niveaux définie par l'Insee en 2022.
Elle est située hors unité urbaine. Par ailleurs la commune fait partie de l'aire d'attraction de Sarlat-la-Canéda, dont elle est une commune de la couronne,. Cette aire, qui regroupe 45 communes, est catégorisée dans les aires de moins de 50 000 habitants,.

### Occupation des sols
L'occupation des sols de la commune, telle qu'elle ressort de la base de données européenne d’occupation biophysique des sols Corine Land Cover (CLC), est marquée par l'importance des forêts et milieux semi-naturels (62,5 % en 2018), une proportion sensiblement équivalente à celle de 1990 (62,4 %). La répartition détaillée en 2018 est la suivante : 
forêts (62,5 %), zones agricoles hétérogènes (34,9 %), prairies (2,6 %). L'évolution de l’occupation des sols de la commune et de ses infrastructures peut être observée sur les différentes représentations cartographiques du territoire : la carte de Cassini (XVIIIe siècle), la carte d'état-major (1820-1866) et les cartes ou photos aériennes de l'IGN pour la période actuelle (1950 à aujourd'hui).

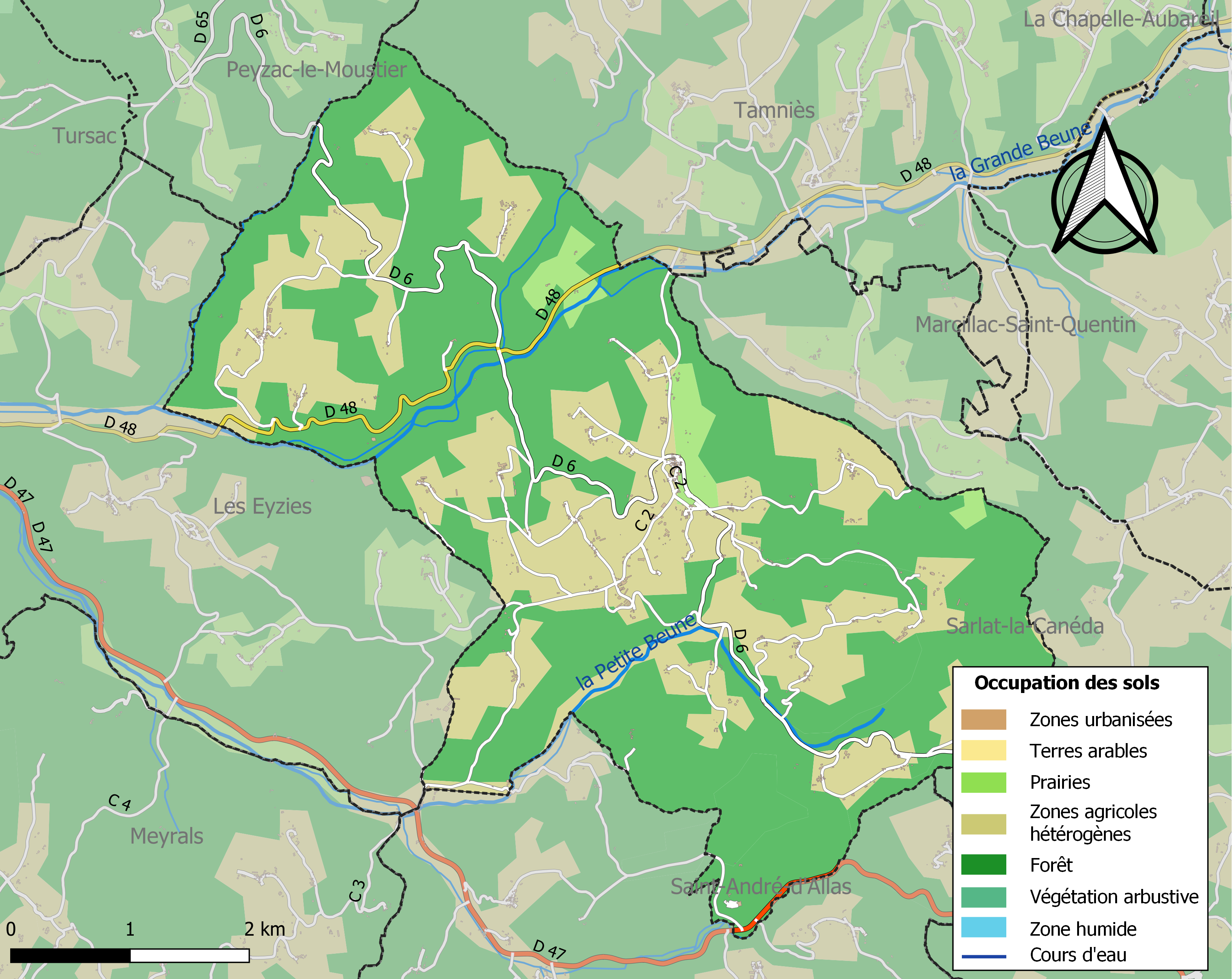
Carte des infrastructures et de l'occupation des sols de la commune en 2018 (CLC).

### Prévention des risques
Le territoire de la commune de Marquay est vulnérable à différents aléas naturels : météorologiques (tempête, orage, neige, grand froid, canicule ou sécheresse), feux de forêts, mouvements de terrains et séisme (sismicité très faible). Un site publié par le BRGM permet d'évaluer simplement et rapidement les risques d'un bien localisé soit par son adresse soit par le numéro de sa parcelle.
Marquay est exposée au risque de feu de forêt. L’arrêté préfectoral du 14 mars 2013 fixe les conditions de pratique des incinérations et de brûlage dans un objectif de réduire le risque de départs d’incendie. À ce titre, des périodes sont déterminées : interdiction totale du 15 février au 15 mai et du 15 juin au 15 octobre, utilisation réglementée du 16 mai au 14 juin et du 16 octobre au 14 février. En septembre 2020, un plan inter-départemental de protection des forêts contre les incendies (PidPFCI) a été adopté pour la période 2019-2029,.

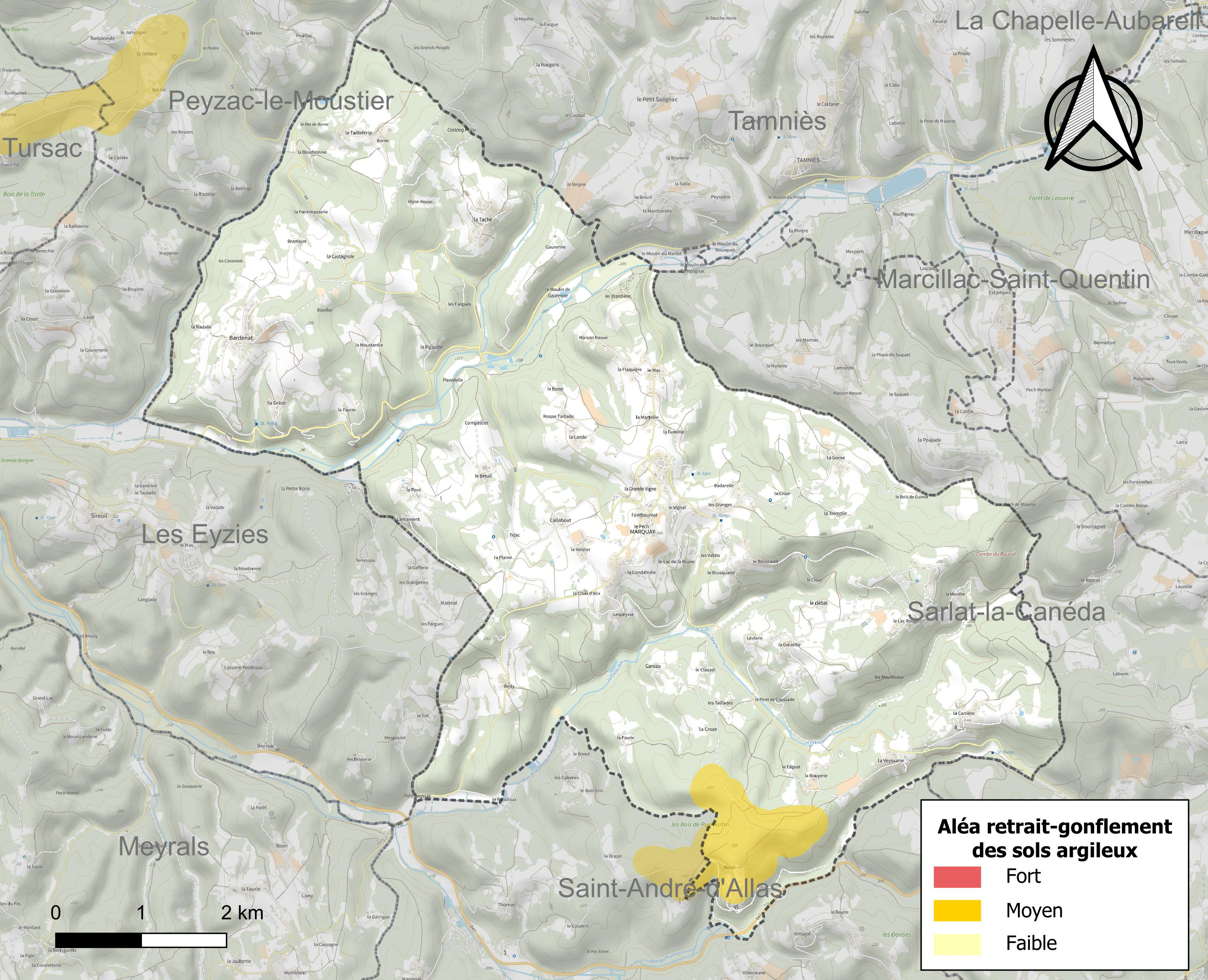
Carte des zones d'aléa retrait-gonflement des sols argileux de Marquay.

Les mouvements de terrains susceptibles de se produire sur la commune sont des tassements différentiels. Le retrait-gonflement des sols argileux est susceptible d'engendrer des dommages importants aux bâtiments en cas d’alternance de périodes de sécheresse et de pluie. 2,8 % de la superficie communale est en aléa moyen ou fort (58,6 % au niveau départemental et 48,5 % au niveau national métropolitain). Depuis le 1er octobre 2020, en application de la loi ÉLAN, différentes contraintes s'imposent aux vendeurs, maîtres d'ouvrages ou constructeurs de biens situés dans une zone classée en aléa moyen ou fort,.
La commune a été reconnue en état de catastrophe naturelle au titre des dommages causés par les inondations et coulées de boue survenues en 1982, 1999, 2000, 2008 et 2015, par la sécheresse en 1989 et 2011 et par des mouvements de terrain en 1999.

## Toponymie
En occitan, la commune porte le nom de Marcais.

## Histoire

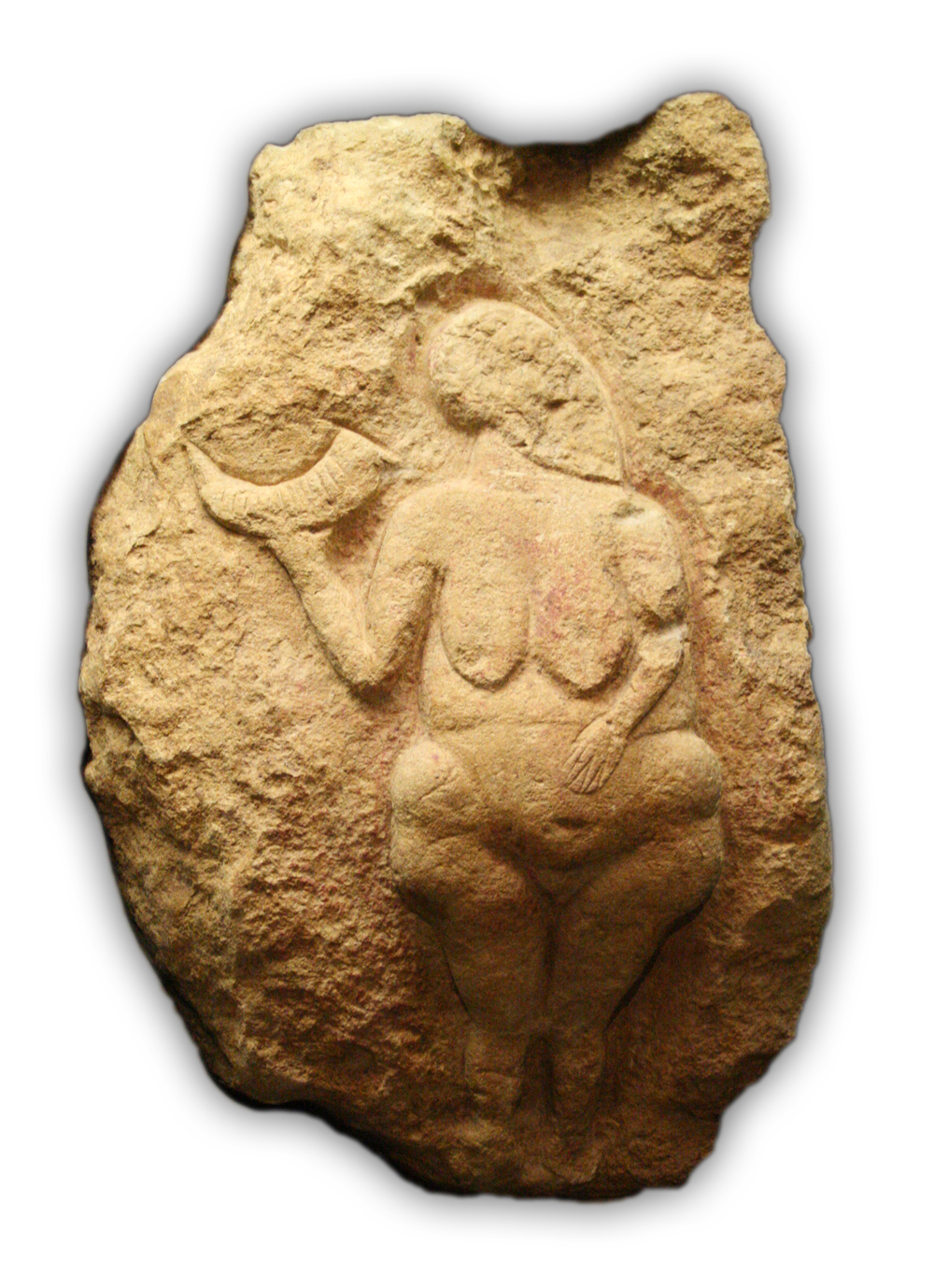
La Vénus de Laussel, conservée au Musée d'Aquitaine.

Sur le site archéologique de Laussel a été découverte la Vénus de Laussel, datant du Gravettien.
Pendant l'Occupation allemande, de nombreux habitants refusèrent le STO et se réfugièrent dans les bois. Leurs femmes ou parents maintinrent le contact avec eux au moyen de relais ou « boîtes aux lettres », telles l'ancienne fermette éloignée de la Fontimasserie ou les ruines du château de Commarque, pour les alimenter en nouvelles, munitions et alimentation.[réf. nécessaire]

## Politique et administration

### Rattachements administratifs
La commune de Marquay a, dès 1790, été rattachée au canton de Marquay qui dépendait du district de Sarlat jusqu'en 1795, date de suppression des districts. Lorsque ce canton est supprimé par la loi du 8 pluviôse an IX (28 janvier 1801)  portant sur la « réduction du nombre de justices de paix », la commune est rattachée au canton de Sarlat (devenu canton de Sarlat-la-Canéda en 1965) dépendant de l'arrondissement de Sarlat (devenu l'arrondissement de Sarlat-la-Canéda en 1965).

### Intercommunalité
Fin 2002, Marquay intègre la communauté de communes du Sarladais. Celle-ci est dissoute au 31 décembre 2010 et remplacée au 1er janvier 2011 par la communauté de communes du Périgord noir, renommée quelques mois plus tard en communauté de communes Sarlat-Périgord noir.

### Administration municipale
La population de la commune étant comprise entre 500 et 1 499 habitants au recensement de 2017, quinze conseillers municipaux ont été élus en 2020,.

### Liste des maires
| Période                                  | Période   | Identité        | Étiquette | Qualité |
| ---------------------------------------- | --------- | --------------- | --------- | --- |
| Les données manquantes sont à compléter. |           |                 |           | |
|                                          |           |                 |           | |
| avant 1981                               | ?         | Louis Delmond   | PCF       | |
|                                          |           |                 |           | |
| mars 2001                                | mars 2008 | Jean-Fred Droin | PS        | Conseiller général du canton de Sarlat-la-Canéda (2004-2015) Conseiller départemental du canton de Sarlat-la-Canéda ( depuis 2015) |
| mars 2008                                | mai 2020  | Didier Delibie  | DVG       | Agriculteur |
| mai 2020                                 | En cours  | Jean-Luc Astié  |           | |

### Politique environnementale
Dans son palmarès 2024, le Conseil national de villes et villages fleuris de France a attribué une fleur à la commune.

## Équipements et services publics

### Justice
Dans le domaine judiciaire, Marquay relève : 
- du tribunal de proximité de Sarlat-la-Canéda ;
- du tribunal judiciaire, du tribunal pour enfants, du conseil de prud'hommes et du tribunal de commerce de Bergerac ;
- du pôle Nationalité du tribunal judiciaire de Périgueux (compétent uniquement dans le domaine de la nationalité) ;
- de la cour d'appel et de la  cour administrative d'appel de Bordeaux.

## Population et société

### Démographie
L'évolution du nombre d'habitants est connue à travers les recensements de la population effectués dans la commune depuis 1793. Pour les communes de moins de 10 000 habitants, une enquête de recensement portant sur toute la population est réalisée tous les cinq ans, les populations de référence des années intermédiaires étant quant à elles estimées par interpolation ou extrapolation. Pour la commune, le premier recensement exhaustif entrant dans le cadre du nouveau dispositif a été réalisé en 2007.

En 2022, la commune comptait 587 habitants, en évolution de +2,09 % par rapport à 2016 (Dordogne : +0,37 %, France hors Mayotte : +2,11 %).
| 1793 | 1800 | 1806 | 1821 | 1831 | 1836 | 1841 | 1846  | 1851  |
| ---- | ---- | ---- | ---- | ---- | ---- | ---- | ----- | ----- |
| 800  | 602  | 941  | 855  | 991  | 985  | 975  | 1 005 | 1 022 |

| 1856  | 1861  | 1866  | 1872 | 1876 | 1881 | 1886 | 1891 | 1896 |
| ----- | ----- | ----- | ---- | ---- | ---- | ---- | ---- | ---- |
| 1 017 | 1 032 | 1 030 | 930  | 921  | 932  | 973  | 876  | 816  |

| 1901 | 1906 | 1911 | 1921 | 1926 | 1931 | 1936 | 1946 | 1954 |
| ---- | ---- | ---- | ---- | ---- | ---- | ---- | ---- | ---- |
| 765  | 755  | 737  | 607  | 606  | 570  | 544  | 551  | 532  |

| 1962 | 1968 | 1975 | 1982 | 1990 | 1999 | 2006 | 2007 | 2012 |
| ---- | ---- | ---- | ---- | ---- | ---- | ---- | ---- | ---- |
| 514  | 442  | 406  | 419  | 473  | 477  | 548  | 558  | 582  |

| 2017 | 2022 | - | - | - | - | - | - | - |
| ---- | ---- | - | - | - | - | - | - | - |
| 577  | 587  | - | - | - | - | - | - | - |

### Sports
Course de côte automobile sur 1,6 km (26e édition en juillet 2022).

## Économie

### Emploi
En 2015, parmi la population communale comprise entre 15 et 64 ans, les actifs représentent 251 personnes, soit 43,8 % de la population municipale. Le nombre de chômeurs (trente-deux) a augmenté par rapport à 2010 (vingt-cinq) et le taux de chômage de cette population active s'établit à 12,6 %.

### Établissements
Au 31 décembre 2015, la commune compte 78 établissements, dont 41 au niveau des commerces, transports ou services, dix-huit dans l'agriculture, la sylviculture ou la pêche, onze dans la construction, quatre dans l'industrie, et quatre relatifs au secteur administratif, à l'enseignement, à la santé ou à l'action sociale.

## Culture locale et patrimoine

### Lieux et monuments
- Église Saint-Pierre-ès-Liens du XIIe siècle, fortifiée[55], classée au titre des monuments historiques en 1910[56]
- Château de Puymartin, XVe, XVIe et XVIIe siècles, visitable, inscrit au titre des monuments historiques en 1948, avec une chambre lambrissée et peinte du XVIIe siècle classée[57]
- Château de Laussel des XVe et XVIe siècles, site inscrit depuis 1944[58]. Panorama et vue sur le château de Commarque.
- Abri de Cap Blanc, gisement préhistorique et abri orné.
- Le lavoir récemment rénové, alimenté par une source s'écoulant dans la rivière "La Beune du Paradoux".

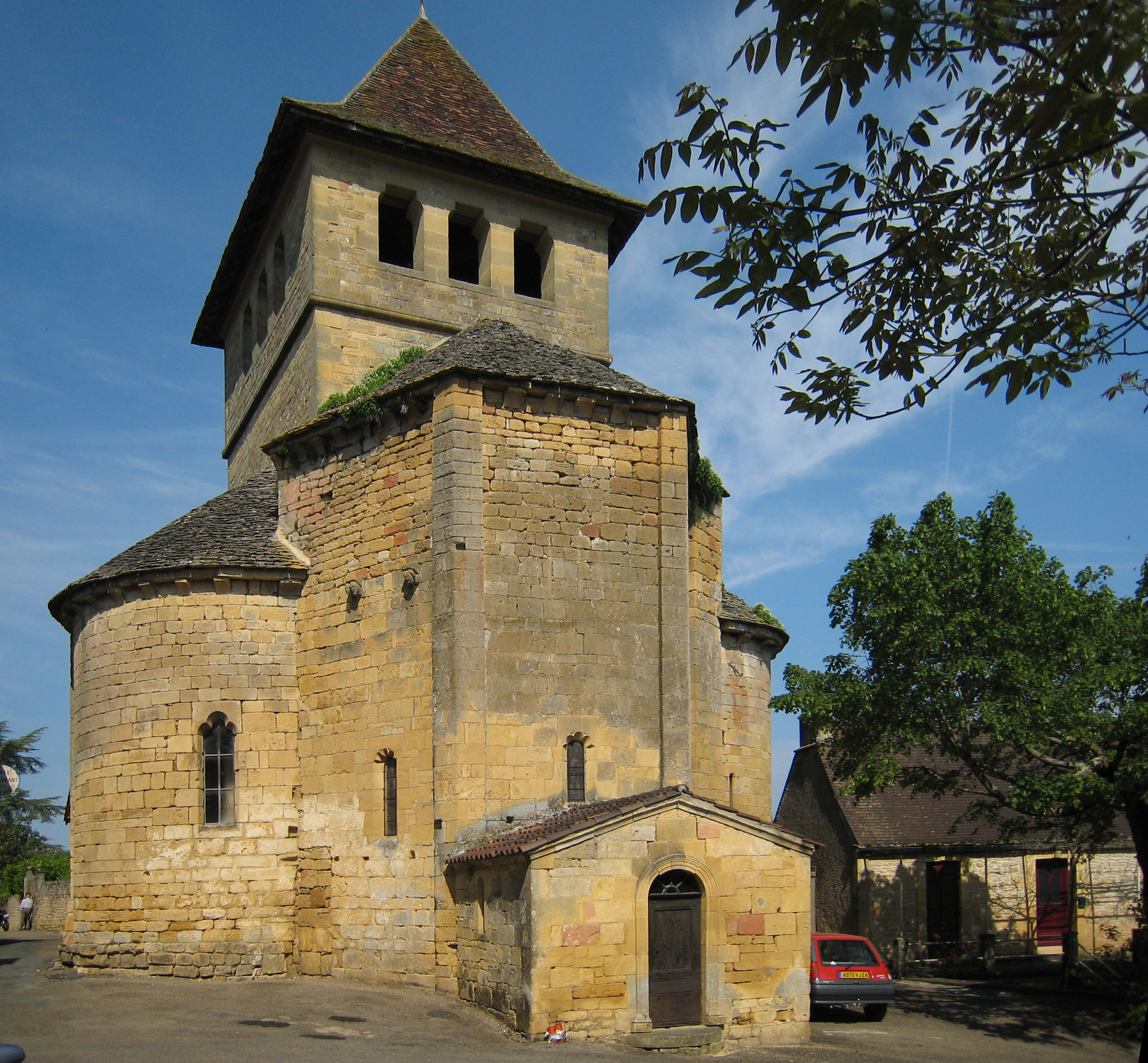
L'église Saint-Pierre-ès-Liens.
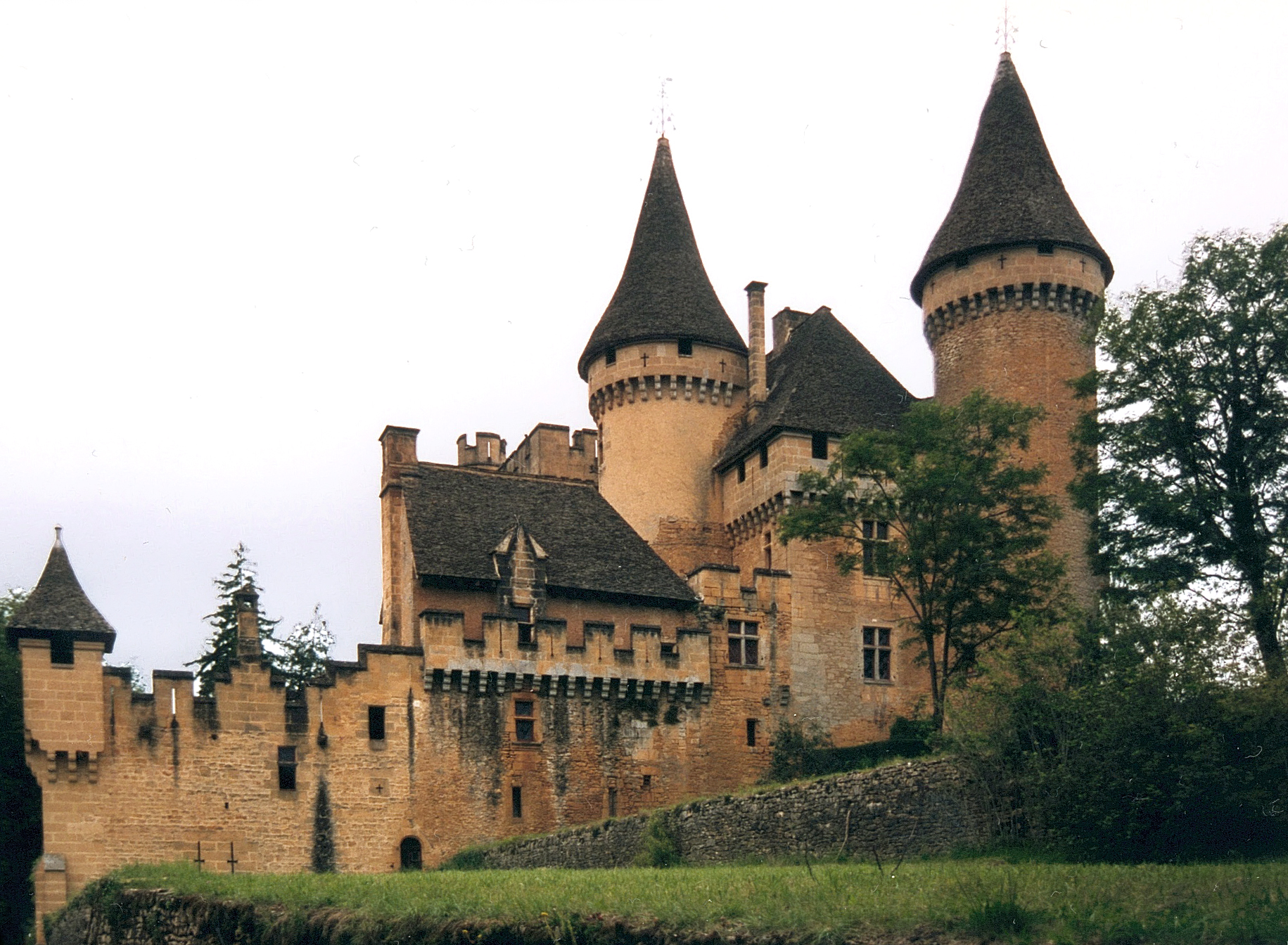
Le château de Puymartin.
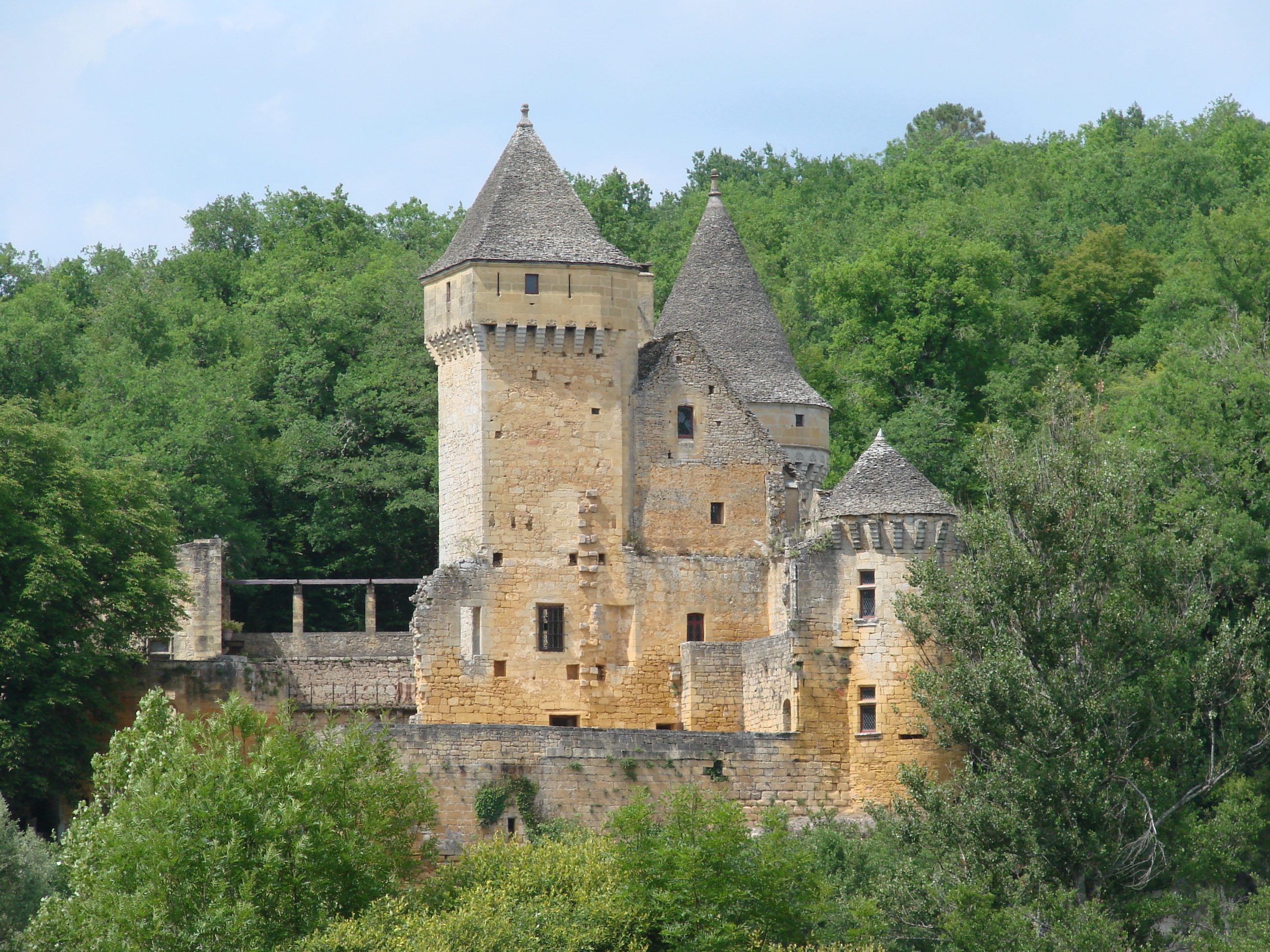
Le château de Laussel.
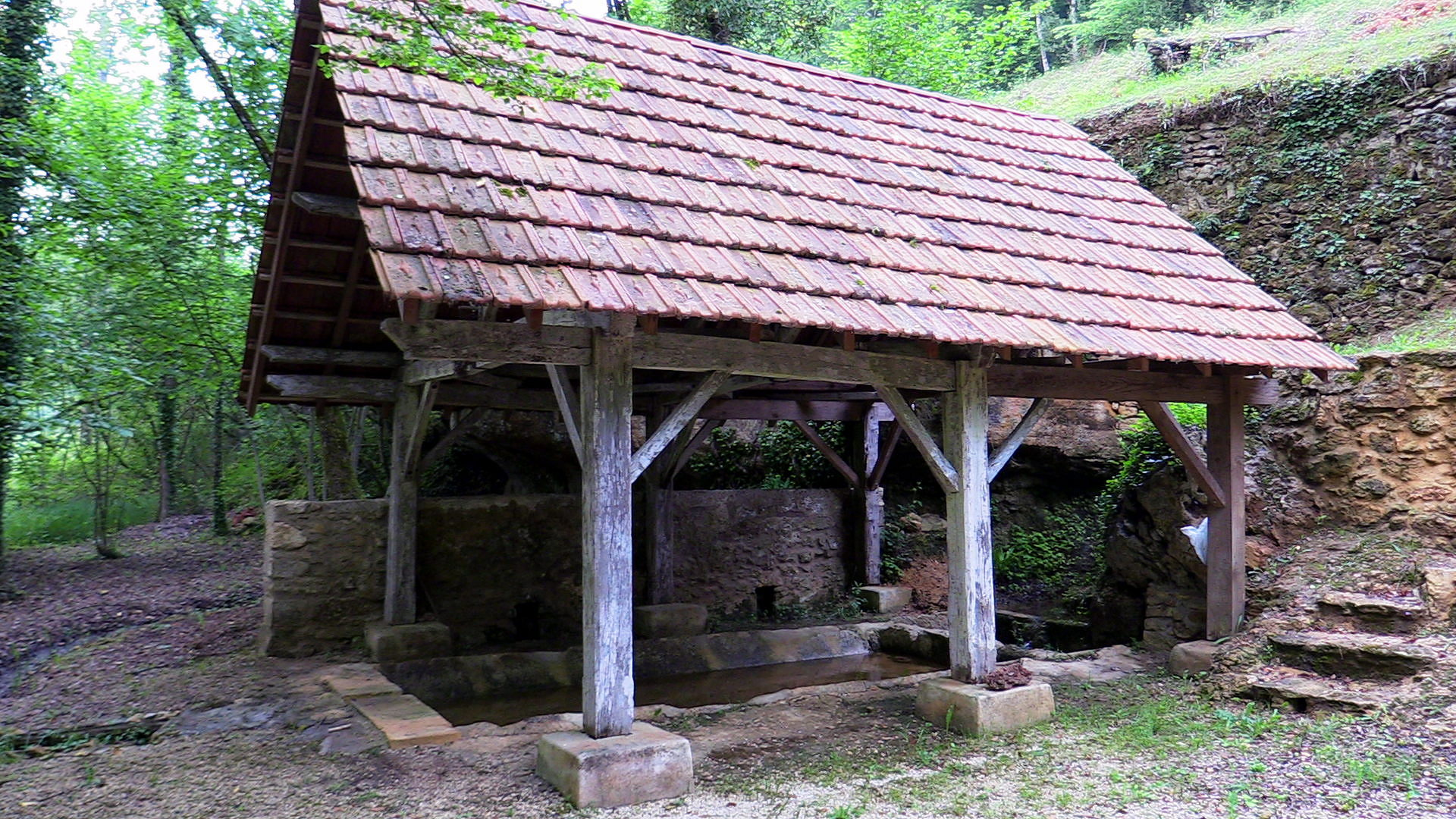
Le lavoir rénové.

### Personnalités liées à la commune
- Parmi les personnages célèbres, Pierre de Siorac, le héros de la série romanesque de Robert Merle, qui s'est inspiré des paysages proches de sa maison de Marquay, le manoir du Bousquet[59], près de Sarlat, pour imaginer Fortune de France, écrit en vieux français à partir de l'année 1977 et vendu à un million d'exemplaires. Son fils Olivier Merle a servi de guide pour un reportage télévisé sur Arte[59], passant aussi par le château de Commarque, tout proche, qui a servi de cadre au roman post-apocalyptique Malevil, également signé de  Robert Merle et dont le « décor stimulant et apaisant imprègne l’univers littéraire de Robert Merle », selon la chaîne de télévision[59]. L'Avers et le Revers (2009) d'Olivier Merle reprend la trame de Fortune de France mais en plaçant le récit et la vision de l'histoire dans la bouche de « Miroul », fidèle domestique de Pierre de Siorac.
- Originaire de la région, Jean Tilho (1875-1956) est inhumé à Marquay. Général de brigade, membre de l'Académie des Sciences, géodèsiste et naturaliste, responsable de la Mission Tilho (1906-1908) délimitant la frontière définitive Niger-Nigeria, il a été le premier à établir une carte précise du lac Tchad et celle du Borkou-Ennedi-Tibesti[60].

### Héraldique
Pour un article plus général, voir Armorial des communes de la Dordogne.
| Blason de Marquay | Blason  | Mi-parti à dextre mi-coupé à senestre : au 1 de gueules à trois lionceaux d'or armés, lampassés et couronnés d'azur, au 2 de sinople à deux clés d'argent passées en sautoir, les anneaux liés par une chaîne du même, au 3 d'argent à une feuille de chêne de sinople posée en barre. |
| Blason de Marquay | Détails | Créé par JF Binon. Adopté le 11 septembre 2023. |

## Pour approfondir